# Dolcedo
Dolcedo – miejscowość i gmina we Włoszech, w regionie Liguria, w prowincji Imperia.
Według danych na rok 2004 gminę zamieszkiwały 1193 osoby, gęstość zaludnienia wynosi 62,8 os./km².